# Битка код Инкермана
Битка код Инкермана вођена је 5. новембра 1854. године између руске војске под Меншиковом са једне и британско-француске војске са друге стране. Део је Кримског рата, а завршена је савезничком победом.

## Увод
Удружене армије Британије, Француске и Турске искрцале су се на територију Крима 14. септембра 1854. године с намером освоји руску поморску базу, Севастопољ. Након пораза код Аљме, руске снаге принуђене су на повлачење ка реци Каћа. Потом су се савезници упутили ка југу Кримског полуострва како би успоставили редовно снабдевање преко Балаклаве. За то време је командант руске војске на Криму, Александар Сергејевич Меншиков, евакуисао Севастопољ од главног дела своје војске и остави само гарнизон да брани град. Октобра 1854. године Руси нападају Балаклаву, али су морали одустати од напада. И поред пораза, битком код Балаклаве Руси су открили савезничке слабе тачке. Опсадна линија била је танка јер савезници нису имали довољно људи за већу опсаду.

## Битка
Александар Сергејевич Меншиков је решио да са пристиглим појачањима изврши нов покушај деблокаде нападом на десно крило. У напад је упутио две колоне. Десну је предводио генерал Фјодор Сојмонов из Севастопоља на Сапун-гору, а леву генерал Прокофиј Павлов с истока преко инкерманског моста ка југу. Корпус генерала Петра Горчакова из Чоргуна требало је да нападне из позадине савезничке снаге. Колона Сојмонова изненадила је 5. новембра око 6 часова британске предстраже. Колона Павлова је око 7 часова прешла мост након чега се прикључила нападу десне колоне. Руси су у почетку имали успеха, али су Британци на послетку зауставили напад и нанели Русима знатне губитке у артиљеријском двобоју. Павлова колона није успела да своје тешке топове избаци на висораван. Борба на Сапун-гори решена је у корист савезника. Сојмонов је погинуо у боју.